# بيل سميث (لاعب كرة سلة)
بيل سميث (26 أبريل 1939 - ) (بالإنجليزية: Bill Smith)‏ هو لاعب كرة سلة أمريكي في مركز مدافع مسدد الهدف. لعب مع نيويورك نيكس.

## وصلات خارجية
- بيل سميث على موقع إن بي أي (الإنجليزية)
- بيل سميث على موقع سبورتس رفرنس (الإنجليزية)
- بيل سميث على موقع ريلجم (الإنجليزية)
- بيل سميث على موقع بروبوليرز (الإنجليزية)